# ロンリーマン
『ロンリーマン』（The Lonely Man）は1957年のアメリカ合衆国の西部劇映画。出演はジャック・パランスやアンソニー・パーキンスなど。

## キャスト
※括弧内は日本語吹替（初回放送1971年11月4日『木曜洋画劇場』）
- ジェイコブ・ウェイド：ジャック・パランス（加藤精三）
- ライリー・ウェイド：アンソニー・パーキンス（井上真樹夫）
- キング・フィッシャー：ネヴィル・ブランド（渡部猛）
- エイダ・マーシャル：エレイン・エイケン
- ベン・ライアーソン：ロバート・ミドルトン
- ウィリー：エリシャ・クック・Jr
- ブラック・バーン：クロード・エイキンス
- ファーロ：リー・ヴァン・クリーフ

## スタッフ
- 監督：ヘンリー・レヴィン
- 製作：パット・ダガン
- 脚本：ハリー・エセックス、ロバート・スミス
- 撮影：ライオネル・リンドン
- 編集：ウィリアム・B・マーフィー
- 音楽：ヴァン・クリーヴ